# Institute for Strategic Dialogue
Das Institute for Strategic Dialogue (ISD), deutsch Institut für strategischen Dialog, ist eine 2006 gegründete Denkfabrik zur Konfliktforschung, sowie Erforschung von Extremismus und Terrorismus mit Hauptsitz in London. Es existieren mittlerweile Dependancen mit ähnlichen Namen in Amman (Jordanien & Libanon), Berlin (Deutschland), Nairobi (Kenia), Paris (Frankreich), Toronto (Kanada) und Washington, D.C. (USA). Auf einer online gestellten Karte wird vom Institut nachvollziehbar gemacht, in welchen Ländern und Städten der Welt die Recherchen und Hilfen stattfinden. Die Schwerpunkte liegen sowohl in Recherche und Analyse zu Extremismus wie auch der Konzeption und Durchführung von Präventiv- und Gegenmaßnahmen. Auch die Gründer und Partner des Instituts werden auf einer Website aufgeführt.

## Geschichte
Gründer des im Vereinigten Königreich als Nichtregierungsorganisation registrierten Instituts war George Weidenfeld, seit 2006 fungiert Sasha Havlicek als Chief Executive Officer.
Mitte der 1990er Jahre gründete Weidenfeld den Club of Three, der führende Vertreter des politischen, kulturellen und öffentlichen Lebens aus Großbritannien, Frankreich und Deutschland zu informellen Diskussionen über Fragen der Weiterentwicklung Europas zusammenbrachte. Ziel war die Förderung von Zusammenarbeit und Verständigung innerhalb Europas. 2006 begann der Club of Three mit der Einrichtung des Institute for Strategic Dialogue als Dachorganisation über den Club of Three und seine verschiedenen Ableger. Verbunden damit war eine Neuausrichtung auf längerfristige Programme im Bereich der Extremismusbekämpfung, der Bildung sowie der globalen Stellung Europas. Bis zu seinem Tode war Weidenfeld Präsident des Instituts, anschließend übernahm Michael Lewis, dem u. a. die südafrikanische Modehandelskette Foschini gehört, diese Position.
Zum Board of Directors (UK, US, GERMANY) des ISD zählen 2024
- Michael Lewis (Vorsitzender)

- Stuart Fiertz (Finanzen)

- Mark Bergman

- Sir Mick Davis

- Serra Kirdar

- Ed Williams

- Stephen Zinser

- Adair Turner, Baron Turner of Ecchinswell (Chair, Policy Board)

- Karl-Theodor zu Guttenberg

- Sasha Havlicek

- Kerry Healey

- Jim Hoagland

- Shirley Lord Rosenthal

- Farah Pandith

- Chris Rice

- Christoph Gottschalk

- Katrin Rohmann

- Evelyn Stern

Zuvor Stand 2018 u. a.:
- Roland Berger

- Mathias Döpfner

- Karl-Theodor zu Guttenberg

- Charles Guthrie, Baron Guthrie of Craigiebank

- Helena Kennedy, Baroness Kennedy of The Shaws,

- Patricia Rawlings, Baroness Rawlings

- David Simon, Baron Simon of Highbury

- Adair Turner, Baron Turner of Ecchinswell

## Schwerpunkte
Die Arbeitsschwerpunkte des Institutes for Strategic Dialogue sind:
- In der Extremismusforschung analysiert das ISD online wie offline Content, Auditorium und Netzwerke zu Bedrohungen durch gewalttätigen Extremismus.
- Befähigung von Graswurzelnetzwerken als unabhängige, basisnahe Netzwerke, damit diese an vorderster Front mit lokalem Know-how und Glaubwürdigkeit zur Risikoreduzierung bei Aktionen von Extremisten wirken können.[14]
- Kommunikation und Technologie zur Steuerung angemessener Reaktionen auf extremistische Botschaften durch Anwendung von Daten-, Technologie- und Marketingtaktiken.[15]
- Konzeption von Bildungsprogrammen zur Förderung der Fähigkeit zu kritischem Denken sowie sozialem und emotionalem Lernen und damit Reduzierung der Empfänglichkeit junger Menschen gegenüber Extremismus.[16]
- Politik und Beratung: 15 Regierungen und 100 Städte weltweit werden vom ISD unterstützt und beraten. Hierzu zählt auch ein Austausch von best practice zwischen politischen Entscheidungsträgern und Praktikern zur Koordinierung von Programmen gegen Extremismus.[17]

## Projekte (Auswahl)
Von dem ISD durchgeführte Studien, Forschungsvorhaben und Projekte fanden regelmäßig umfangreiche Rezeption in den Leitmedien:
- Im Dezember 2017 veröffentlichte das ISD die Ergebnisse einer von den Open Society Foundations finanzierten Studie zur Einflussnahme von Alt-Right und Kreml auf die Bundestagswahlen 2017. Während deren Wirken in den Debatten des Mainstreams nicht so sichtbar war, sorgte an den Rändern des politischen Spektrums – wo die gravierendsten Wählerwanderungen stattfanden – eine Mischung aus unzutreffenden „Nachrichten“ in russischen Staatsmedien und Manipulation der sozialen Medien im Sinne des Kreml dafür, das gesellschaftliche Kontroversen (z. B. zur Zuwanderung) verstärkt und so Misstrauen in die demokratischen Institutionen Deutschlands geschürt wurden. Ziel war, die AfD zu unterstützen.[18][19]

- Organisation von Begegnungen chinesischer Journalisten und europäischer Journalisten, darunter Vertreter von für chinesische Verhältnisse kritisch arbeitenden Wochenzeitungen[20]

- Forschung zum Thema „Counter Narratives“, auf Deutsch ungefähr mit „Gegenerzählungen“ übersetzbar. Hiermit strebt das ISD gemeinsam mit Facebook und Google an, Mittel zu finden, dass insbesondere junge Menschen nicht ausschließlich Informationen aus einer Filterblase erhalten und so leicht Opfer von Terroristen, die Nachwuchs über soziale Medien rekrutieren, werden.[21][22][23]

- In einer Studie gemeinsam mit Aktivisten von #Ichbinhier wurden im Januar 2018 3.000 Meldungen und 18.000 Kommentare auf Facebook analysiert. Dabei stellten die Forscher vom ISD fest, dass lediglich 5 % der Accounts im Januar 2018 für 50 % der Likes bei Hasskommentaren verantwortlich waren, ein harter Kern von 1 % der Accounts sorgte für ein Viertel davon.[24][25]

- Das Forschungsprojekt „Frauen und Extremismus“ untersuchte, warum Frauen in gewalttätige extremistische Netzwerke radikalisiert werden,  um Mittel und Wege zur Verhinderung dieser Prozesse zu finden.[26][27][28]

- In einer anderen Studie untersuchten Forscher des ISD die Geldströme in der rechtsextremen Szene und stellte dabei fest, warum Kryptowährungen wie Bitcoin gerade bei Neonazis und Islamisten besonders stark verbreitet sind: Seit dem Anschlag in Charlottesville sperrten zahlreiche Crowdsourcing-Plattformen wie z. B. Patreon sowie Zahlsysteme wie PayPal u. ä. ihre Services für weiße Nationalisten. Dazu kommt eine ideologische Komponente: Wer an die jüdische Weltverschwörung glaubt, hat nur zwei Möglichkeiten – Bargeld oder Bitcoins.[29][30]